# Fustis sensora
Fustius sensora là một loài bướm đêm thuộc họ Erebidae. Nó được tìm thấy ở miền bắc Thái Lan.
Sải cánh dài khoảng 12 mm. 